# アランフエス条約 (1777年)
アランフエス条約（アランフエスじょうやく、英語: Treaty of Aranjuez）は、1777年6月3日に、スペイン王国とフランス王国の間で締結された条約。
条約により、両国はカリブ海に浮かぶイスパニョーラ島における植民地の境界を定めた。スペインは島の中部にあるアルティボニット川の上流地域で領地を多く獲得した。両植民地の境界には国境石が置かれるとした。

## その後
現ハイチとドミニカ共和国の境界のうち、最北端と最南端は現代でもアランフエス条約での境界に従っているものである。しかし、20世紀では境界の中央部が変更されて、国境線を南北を通る直線により近い形にした。これにより、ハイチはドミニカから領地を多く獲得した。サントドミンゴの王家博物館ではアランフエス条約による国境石が展示されている。